# Кушкино (Сумская область)
Кушкино (укр. Кушкине) — село,
Землянковский сельский совет,
Глуховский район,
Сумская область,
Украина.
Код КОАТУУ — 5921582703. Население по переписи 2001 года составляло 3 человека.

## Географическое положение
Село Кушкино находится на расстоянии в 2 км от левого берега реки Эсмань.
Село окружено большим лесным массивом (дуб, сосна).